# Alpha Diounkou
Alpha Richard Diounkou Tecagne (10 d'octubre de 2001) és un futbolista professional senegalès que juga com a defensa de l'AEK Làrnaca cedit pel Granada.

## Carrera
Diounkou va començar a jugar a futbol amb el juvenil de Son Cladera als 6 anys, abans de traslladar-se al juvenil de Mallorca als 14 anys. Es va traslladar a l'acadèmia juvenil del Manchester City el gener de 2016. Va anar progressant amb els filials, abans de fitxar pel Granada el 31 d'agost de 2021. Va anar al San Fernando com a cedit durant la primera meitat de la temporada 2021-22. El 31 de gener de 2021 es va incorporar al FC Barcelona B per la resta de temporada. Fou cedit de nou al Barça Atlètic per la temporada 2022-23, on jugaria a les ordres de Rafa Márquez, després d'haver jugat a les ordres de Sergi Barjuan la segona part de la temporada 2021-22.

## Carrera internacional
Diounkou va néixer al Senegal i es va traslladar a Espanya de petit. Va representar la selecció espanyola sub-17 al Campionat d'Europa sub-17 de la UEFA 2018. Va canviar per representar els sub-20 del Senegal a la Copa del Món Sub-20 de la FIFA 2019. Diounkou va ser convocat a la selecció sènior del Senegal el maig de 2022 per als partits de classificació de la Copa Àfrica de Nacions 2023.